# Bateria de liti-sofre
La bateria de liti-sofre (bateria Li-S) és un tipus de bateria recarregable. Destaca per la seva alta energia específica. El baix pes atòmic del liti i el pes atòmic moderat del sofre significa que les bateries de Li-S són relativament lleugeres (aproximadament la densitat de l'aigua). Van ser utilitzats en el vol d'avió no tripulat d'energia solar més llarg i a més altitud (aleshores) per Zephyr 6 l'agost de 2008.

Les bateries de liti-sofre poden desplaçar les cèl·lules d'ió de liti a causa de la seva major densitat d'energia i el seu cost reduït. Això es deu a dos factors. En primer lloc, l'ús de sofre en comptes d'una substàncies menys denses energèticament i més cares com el cobalt i/o els compostos de ferro que es troben en les bateries de ions de liti. En segon lloc, l'ús de liti metàl·lic en lloc d'intercalar ions de liti permet una densitat d'energia molt més alta, ja que es necessiten menys substàncies per contenir "liti" i el liti s'oxida directament. Les bateries Li-S ofereixen energies específiques de l'ordre de 550 Wh/kg, mentre que les bateries d'ió de liti estan en el rang de 150 – 260 Wh/kg.
El 2017 es van demostrar les bateries Li-S amb fins a 1.500 cicles de càrrega i descàrrega, però no s'han completat les proves de vida útil a escala comercial i amb electròlits pobres. A principis del 2021, no n'hi havia cap disponible comercialment.
Els problemes que han alentit l'acceptació inclouen l'efecte "llançadora" de polisulfur que és responsable de la fuita progressiva de material actiu del càtode, donant lloc a massa pocs cicles de recàrrega. A més, els càtodes de sofre tenen una conductivitat baixa, la qual cosa requereix massa addicional per a un agent conductor per tal d'aprofitar la contribució de la massa activa a la capacitat. L'expansió del volum del càtode de sofre durant la conversió de S a Li 2 S i la gran quantitat d'electròlit necessària també són problemes. A principis dels anys 2000, però, els científics van començar a avançar en la creació de càtodes de carboni sulfurat d'alta estabilitat i el 2020, els científics de la Universitat de Rice havien demostrat bateries basades en càtodes de carboni sulfurat que conservaven més del 70% de la seva capacitat després de 1000 cicles. El 2023, Zeta Energy, una startup amb seu a Texas, va anunciar que diversos laboratoris nacionals havien verificat de manera independent que les seves bateries de sofre de liti basades en càtodes de carboni sulfurat no tenien polisulfur.

## Història
Les bateries Li – S es van inventar a la dècada de 1960, quan Herbert i Ulam van patentar una bateria primària que utilitzava liti o aliatges de liti com a material anòdic, sofre com a material catòdic i un electròlit compost d'amines alifàtiques saturats. Uns anys més tard, la tecnologia es va millorar amb la introducció de dissolvents orgànics com PC, DMSO i DMF donant lloc a una bateria de 2,35-2,5 V. A finals de la dècada de 1980 es va demostrar una bateria Li – S recarregable que utilitzava èters, en particular DOL, com a dissolvent d'electròlits.
El 2022, es va introduir una capa intercalada que afirmava reduir el moviment del polisulfur (protegint l'ànode) i facilitar la transferència d'ions de liti per reduir els temps de càrrega/descàrrega. També aquell any, els investigadors van emprar nanofibres d'aramida (fibres de Kevlar a nanoescala), modelades en xarxes semblants a membranes cel·lulars. Això va evitar la formació de dendrites. Va abordar la llançadora de polisulfur utilitzant la selectivitat iònica, integrant petits canals a la xarxa i afegint una càrrega elèctrica.
També el 2022, els investigadors de la Universitat de Drexel van produir un prototip de bateria de sofre de liti que no es va degradar més de 4000 cicles de càrrega. L'anàlisi ha demostrat que la bateria contenia sofre monoclínic en fase gamma, que s'ha pensat que era inestable per sota dels 95 graus centígrads, i només alguns estudis han demostrat que aquest tipus de sofre és estable més de 20 a 30 minuts.

## Química
Els processos químics a la cèl·lula Li-S inclouen la dissolució de liti de la superfície de l'ànode (i la incorporació a les sals de polisulfur de metalls alcalins) durant la descàrrega i el revestiment de liti a l'ànode durant la càrrega.

### Ànode
A la superfície anòdica, es produeix la dissolució del liti metàl·lic, amb la producció d'electrons i ions de liti durant la descàrrega i l'electrodeposició durant la càrrega. La mitja reacció s'expressa com:
{\displaystyle {\ce {Li <=> Li+ + e-}}}

### Càtode
A les bateries Li-S, l'energia s'emmagatzema al càtode de sofre (S8). Durant la descàrrega, els ions de liti de l'electròlit migren al càtode on el sofre es redueix a sulfur de liti (Li2S). El sofre es reoxida a S8 durant la fase de recàrrega. Per tant, la semireacció s'expressa com:
{\displaystyle {\ce {S + 2Li+ + 2e- <=> Li2S}}} (E ° ≈ 2.15 V vs Li / Li+ )

### Electròlit
Convencionalment, les bateries Li – S utilitzen un electròlit orgànic líquid, contingut en els porus del separador de PP. L'electròlit té un paper clau en les bateries Li – S, actuant tant sobre l'efecte "llançadora" per la dissolució del polisulfur com per l'estabilització SEI a la superfície de l'ànode. S'ha demostrat que els electròlits basats en carbonats orgànics emprats habitualment en bateries d'ions de liti (és a dir, PC, EC, DEC i mescles d'ells) no són compatibles amb la química de les bateries de Li – S. Els polisulfurs de cadena llarga pateixen un atac nucleòfil als llocs electròfils dels carbonats, donant lloc a la formació irreversible de subproductes com etanol, metanol, etilenglicol i tiocarbonats. A les bateries Li – S s'utilitzen convencionalment èters cíclics (com DOL) o èters de cadena curta (com DME), així com la família d'èters de glicol, incloent DEGDME i TEGDME. Un electròlit comú és 1M LiTFSI en DOL:DME 1:1 vol. amb 1% LiNO3 com a additiu per a la passivació de la superfície de liti.